# لیکوی خاردار
لیکوی خاردار (نام علمی: Turdoides nipalensis) نام یک گونه از سرده لیکوها است.